# Namsa Leuba
Namsa Leuba née en 1982 à Neuchâtel en Suisse, est une photographe helvéto-guinéenne.  
Son travail se concentre principalement sur l'identité africaine, qu'elle interroge et examine quelquefois avec un regard d'occidentale.  

## Éléments biographiques
Namsa Leuba est née en Suisse, à Neuchâtel, d'une mère guinéenne, animiste musulmane, et d'un père suisse, de religion chrétienne protestante,,. Elle est diplômée en 2002 du lycée Jean-Piaget, une école secondaire en langue française. Puis, elle prolonge ses études à l'École d'Arts Appliqués (EAA) de La Chaux-de-Fonds (filière artistique du Centre interrégional de formation des Montagnes neuchâteloises) en 2008. En 2011, elle obtient un baccalauréat ès arts avec une mention en communication visuelle et photographie à l'ECAL, l'Université d'Art et de Design de Lausanne. Elle termine ses études de troisième cycle en photographie en résidence à l'École d'arts visuels de New York en 2013.
En 2015, après avoir enchaîné les expositions et les performances, elle revient de nouveau à l'ECAL, pour une formation complémentaire, en direction artistique. Elle conçoit également les visuels accompagnant une nouvelle collection de Edun, la marque de mode équitable de Bono et Ali Hewson, dont la fabrication se fait dans les régions d'Afrique subsaharienne. Puis en 2016, elle signe une campagne de communication pour la collection hiver 2016-2017 de Christian Lacroix, assurant à la fois la direction artistique et les prises de vues.
La galerie qui la représente, Art Twenty One, dirigée par Caline Chagoury, est basée à Lagos, au Nigeria,. Les sujets de la majeure partie de son travail sont des personnes non professionnelles. Elle affirme qu'elle réalise la majeure partie de son casting dans la rue.

## Quelques travaux notables

### NGL
Les photos de cette série NGL (Nouvelle Génération de Lagos), de 2015, lui ont été inspirées par la jeunesse urbaine de Lagos, et l'énergie de cette ville, son chaos, son dynamisme et son langage visuel spécifique. Les modèles sont nigérians et elle a collaboré également avec des artistes locaux : TZar, Tokyo James, Re Bahia, Je Suis Isigo, Déco, Maxivive,,,.

### Inyakanyaka
La série Inyakanyaka (désordre en zoulou) est un travail mené en 2014 lors d'une résidence artistique à Johannesburg. Cette série met en scène des enfants vêtus de vêtements et d'attributs issus de cérémonies animistes, et arborant quelquefois des symboles plus contemporains. Ses modèles sont des Zoulous, ou des Khoïsans. La photographe a voulu illustrer aussi la difficulté pour les jeunes générations africaines, prises entre leur culture traditionnelle et une culture urbaine et plus occidentale,.

### Ya Kala Ben
Ya Kala Ben est un projet de 2011 réalisé lors d'un voyage à Conakry en Guinée. Pour ce projet, elle étudie les rituels et artefacts propres à la cosmologie des Guinéens ainsi que les statuettes ayant une signification rituelle. Elle recontextualise ces artefacts sacrés en adoptant un regard occidental. Durant la réalisation de ce projet, elle rencontre parfois des réactions violentes de Guinéens qui voient son travail comme un sacrilège,. Elle a fait même l'objet d'une arrestation au cours de la réalisation de cette série.
Les images de ce projet représentent des cérémonies déguisées, des exorcismes, ainsi que des pratiques de contorsions. La palette de couleur de ses pièces est désaturée, avec une prédominance des verts, ainsi que des  oranges et rouges. De nombreuses images sont également en noir et blanc. 

### Le V. U. C. A. Magazine
Le V. U. C. A. Magazine est une collaboration artistique entre Namsa Leuba et le graphiste Hugo Hoppmann, en 2010, dans le cadre de la formation à l'ECAL terminée en 2011. VUCA est l'acronyme de : Volatile, Uncertain, Complex, Ambiguous (Volatile, Incertain, Complexe et Ambigu en anglais). Le magazine imaginé explore l'architecture, le design et la décoration intérieur, autour de la thématique : Ethno vs Moderne. La majorité de cette revue est en noir et blanc, bien que plusieurs pages contiennent des blocs de couleur.

## Prix
- 2010 : Premier prix au festival de photographie Planche(s) contact de Deauville[18]
- 2012 : Lauréate du programme Photo Global au Festival international de mode et de photographie à Hyères, et premier prix du concours photo annuel pour Emotion series[19].
- 2013 : Lauréate du Flash Forward Emerging Photographers Award (États-Unis)[20].